# Amaranthus tricolor
El ala de loro, capa de rey, guacamayo o papagayo común (Amaranthus tricolor L.) es una especie de planta ornamental perteneciente a la familia Amaranthaceae. Se cultivan con un llamativo color amarillo, rojo y verde follaje.

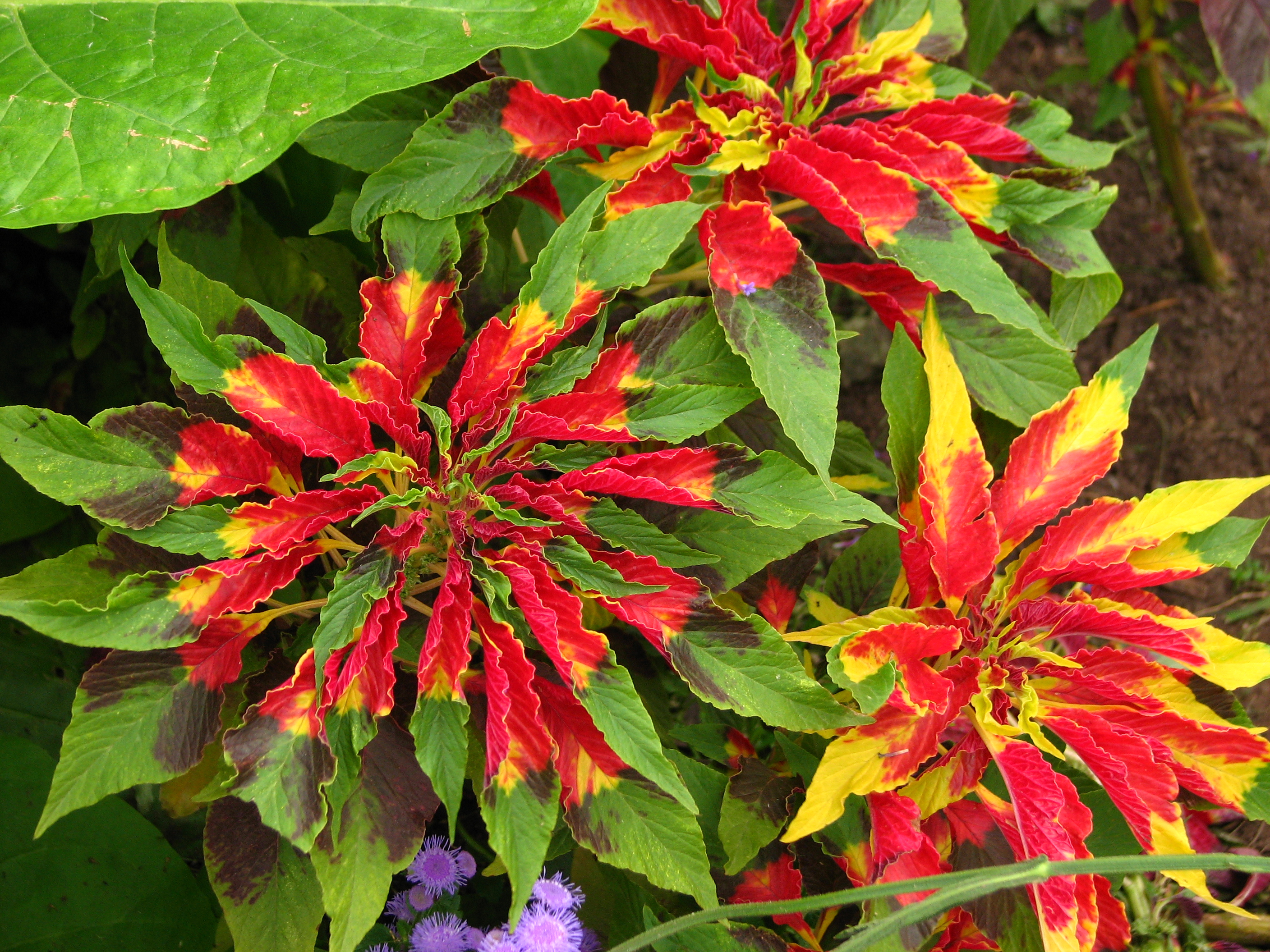
Detalle de las hojas con tres colores

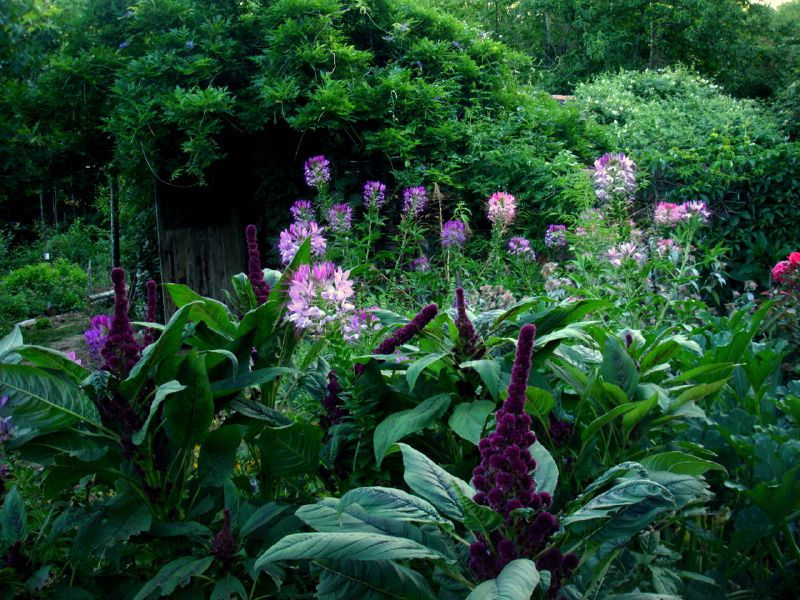
Inflorescencia

## Descripción
Es una hierba anual, erecta o ascendente, que alcanza los 1,25 m de alturao más en el cultivo. Tallo grueso, generalmente muy ramificado, y las ramas angulosas, glabras o provistas en las partes superiores con escaso (o densa en inflorescencia), ± pelos crujientes. Hojas glabras o pilosas, muy variable en tamaño, largo (hasta de 8 cm) pecioladas, la lámina ampliamente ovadas, ovado-romboidal o ampliamente elípticas a lanceolado-oblongas, emarginado a obtusos o agudos en el ápice, la base cuneada poco a atenuar, a lo largo del pecíolo decurrente. Flores verdes para carmesí en racimos globosos ± de 4-25 mm de diámetro, flores masculinas y femeninas entremezcladas. Las brácteas y bractéolas ampliamente ovado-deltoides o, bracteolas iguales o más cortas que el perianto. El fruto en forma de cápsula ovoide de 2,25-2,75 mm,  membranosa, oscuramente arrugada. Semillas 1-1,5 mm, negro o marrón, brillante, muy débilmente reticulada, lenticular.

## Propiedades
Las hojas pueden ser comidas como una ensalada de vegetales. En África, por lo general es cocido como una verdura de hoja.

## Usos
Aparece en el escudo de armas de Gonville y Caius College, Cambridge, donde se le llama "flores suaves".

## Taxonomía
Amaranthus tricolor fue descrito por Carlos Linneo  y publicado en Species Plantarum 2: 989. 1753.
Etimología
Amaranthus: nombre genérico que procede del griego amaranthos, que significa "flor que no se marchita".
tricolor: epíteto latino que significa "con tres colores".
Sinonimia
- Amaranthus amboinicus Buch.-Ham. ex Wall.
- Amaranthus bicolorocca ex Willd.
- Amaranthus cuspidatus Vis.
- Amaranthus dubius Mart.
- Amaranthus flexuosus Moq.
- Amaranthus gangeticus L.
- Amaranthus gangeticus var. angustior L.H.Bailey
- Amaranthus inamoenus Willd.
- Amaranthus incomptus Willd.
- Amaranthus japonicus Houtt. ex Willd.
- Amaranthus japonicus Houtt. ex Steud.
- Amaranthus lanceolatus Roxb.
- Amaranthus lancifolius Roxb.
- Amaranthus lividus Roxb.
- Amaranthus mangostanus Blanco
- Amaranthus melancholicus L.
- Amaranthus melancholicus var. obovatus Moq.
- Amaranthus melancholicus var. parvifolius Moq.
- Amaranthus melancholicus var. tricolor (L.) Lam. ex Moq.
- Amaranthus oleraceus Roxb.
- Amaranthus polygamus Roxb.
- Amaranthus rotundifolius Moq.
- Amaranthus salicifolius H.J.Veitch
- Amaranthus tristis L.
- Amaranthus tristis var. leptostachys Moq.
- Blitum gangeticum Moench
- Blitum melancholicum Moench
- Glomeraria bicolor Cav. ex Moq.
- Glomeraria tricolor (L.) Cav.
- Pyxidium gangeticum Moq.
- Pyxidium melancholicum Moq.[7]